# Shafipur
Shafipur es una ciudad censal situada en el distrito de Haridwar,  en el estado de Uttarakhand (India). Su población es de 11135 habitantes (2011). 

## Demografía
Según el censo de 2011 la población de Shafipurera de 11135 habitantes, de los cuales 5910 eran hombres y 5225 eran mujeres. Shafipur tiene una tasa media de alfabetización del 94,47%, superior a la media estatal del 78,82%: la alfabetización masculina es del 98,36%, y la alfabetización femenina del 90,19%.